# Rocca Malatestiana (Longiano)
Pour les articles homonymes, voir Rocca Malatestiana.
La Rocca Malatestiana est le château de Longiano, situé dans la province de Forlì-Cesena, en Émilie-Romagne, transformé en forteresse par la famille Malatesta.

## Origine de la Rocca
Si les origines du château ne sont pas connues, le bourg possédait en 1059 une antique forteresse à but défensif.

À l'époque, le territoire entier était sujet à d’incessantes luttes entre Cesena et Rimini jusqu’à 1198 où les structures de la forteresse furent complètement détruites. Reconstruite et fortifiée en 1216, la Rocca résista à Cesena et resta fidèle à Rimini.
 
Avec l’arrivée des Malatesta, Sogliano comme Rimini, furent assujettis à cette puissante famille qui gouverna de 1290 à 1463 ; donnant une nouvelle splendeur au château en le fortifiant et en adaptant une partie de l’édifice en résidence.

Après la chute des Malatesta le château passe sous l’État pontifical qui en confia le contrôle aux vicaires nommés directement par le pape.

Après une brève domination des Vénitiens de 1503 à1506, le lieu est confié par le pape Léon X aux Rangoni de Modène qui contrôlèrent la fortification de 1519 à 1581, année ou le territoire entier retourna directement sous l’État pontifical, qui à part la parenthèse napoléonienne de 1790 à 1814, en gardera le contrôle jusqu’à l'Unité d'Italie.

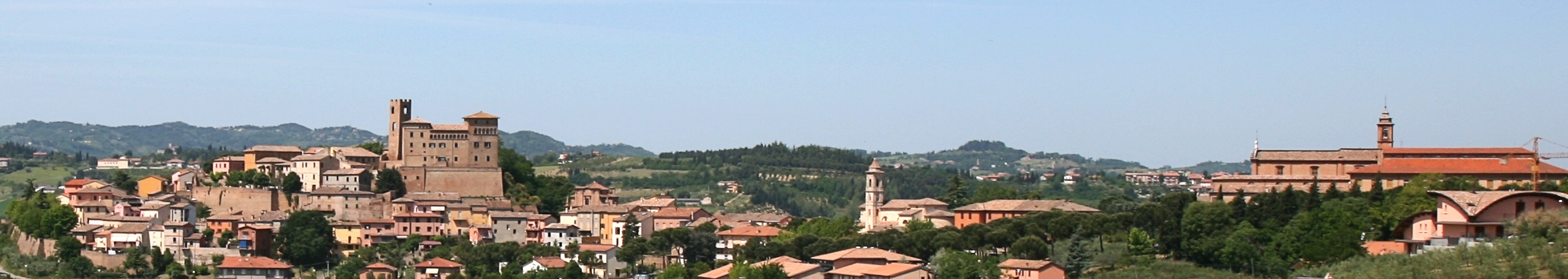
Panorama de la Rocca

## Les fortifications
Le centre historique de Longiano est accessible par trois portes : porte Girone, porte Tagliata, porte del Ponte ou porte Santa Maria, qui donnent sur le bourg ancien encore habité et la piazza Malatesta avec, au fond, la porte d’accès au château flanquée de la haute tour civique. L’intérieur de la petite place donne sur un balcon panoramique et une fontaine vénitienne du XVIe siècle.
 
Face à l’entrée, une imposante demeure fortifiée, actuellement le siège de la fondation Tito Balestra, où est exposée une très riche collection de l’art figuratif : œuvres de Rosai, Mafai, De Pisis, Sironi, Vespignani, riche collection de 1800 huiles et graphiques de Mino Maccari et des incisions de Morandi, Zancarano, Goya, Chagall, Kokoshka, Matisse.

### Murs et portes
- Les deux murailles entourant le château ont été restaurées ou incorporées dans les habitations. La porte Santa Maria, également appelée porte del Ponte parce qu’un pont-levis permettait de passer le fossé, a été reconstruite au XVIIe siècle et a perdu aujourd’hui son aspect original.
- La porte dal Girone, appelée ainsi parc qu’elle permettait l’accès au girone (de l’italien girare = tourner), chemin circulaire à l’intérieur des murailles dont cet intérieur est caractérisé par des édifices du XVe siècle récemment restaurés.
- Le château, édifice majestueux qui domine le pays, a perdu son caractère de forteresse lorsque les Rangoni, propriétaire du domaine, le transformèrent en demeure résidentielle.
- La tour, originaire du Castrum Lonzani, présente encore un aspect médiéval révélant son antique fonction militaire.

### Transformation de la Rocca
Après 1297, des bastions furent ajoutés par les Malastesta.
Des documents du XVIIe siècle révèlent, outre quelques dessins cotés, une liste de matériaux pour l’aménagement et le dallage en grès, en 1624, d’une place destinée aux foires et marchés. 
En 1672, présence d’un mont de piété, comme en témoigne une inscription sur le portail.

En 1862, la salla dell’Arengo, au premier étage du donjon, fut décorée par Giovanni Canepa et Girolamo Bellini.
Au XXe siècle, la Rocca a subi de substantielles transformations pour devenir le siège municipal de la commune, dont la partie supérieure aménagée en bureaux.